# Cantó d'Astafòrt
El cantó d'Astafòrt és un cantó francès del departament d'Òlt i Garona, situat al districte d'Agen. Té 8 municipis i el cap és Astafòrt.

## Municipis
- Astafòrt
- Caudecoste
- Cuc
- Fals
- Layrac
- Sant Nicolau de la Valerma
- Sant Sixt
- Sauvatèrra e Sent Danís

## Història
| Data d'elecció                           | Identitat        | Partit      | Qualitat |
| ---------------------------------------- | ---------------- | ----------- | -------- |
| 1976-1994                                | Georges Sagazan  | UDF-radical |          |
| 1994-2004                                | Danielle Esteban | PS          |          |
| 2004-                                    | Michel Esteban   | PS          |          |
| les dades anteriors no són pas conegudes |                  |             |          |
|                                          |                  |             |          |

## Demografia
| 1962  | 1968  | 1975  | 1982  | 1990  | 1999  | 2006  |
| ----- | ----- | ----- | ----- | ----- | ----- | ----- |
| 6.322 | 6.583 | 6.514 | 6.904 | 7.222 | 7.539 | 7.969 |